# كيث باتلر (لاعب كريكت)
كيث باتلر (20 يناير 1971 في المملكة المتحدة - )  (بالإنجليزية: Keith Butler)‏ هو لاعب كريكت بريطاني. لعب مع نادي مقاطعة ساسكس للكريكت ‏ وSuffolk County Cricket Club ‏.

## وصلات خارجية
- كيث باتلر على موقع إي آس بي آن كريك إنفو (الإنجليزية)